# 大橋國一
大橋 國一（おおはし くにかず、1931年（昭和6年）10月21日 - 1974年（昭和49年）3月21日）は、日本の声楽家（バス、バリトン）、オペラ歌手。ヨーロッパの歌劇場と専属契約を結んだ最初の日本人歌手であり、日本人歌手の海外進出の嚆矢となった。しばしば新字体で大橋国一と表記される。

## 経歴
東京府出身。東京都立新宿高等学校時代にコーラス部に入ったのがきっかけで、声の良さを認められ1951年（昭和26年）に東京藝術大学に入学。在学中の1954年（昭和29年）に二期会 ジャン・カルロ・メノッティ『アマールと夜の訪問者』（日本初演）バルタザール役でデビュー。1955年（昭和30年）東京藝術大学卒業。1956年（昭和31年）同大学専攻科修了。長坂好子に師事。在学中からその声量の豊かさ、見栄えのいい体軀から将来を属目されていた。
1958年（昭和33年）からウィーン国立音楽アカデミー（ウィーン国立音楽大学）に3年間留学。1960年（昭和35年）にはウィーン・コンツェルトハウスでバッハ『ヨハネ受難曲』のイエズスでウィーンデビュー。同年11月にはヒンデミット『世界の調和』ウィーン初演（演奏会形式）にも出演。1961年（昭和36年）のザルツブルク州立歌劇場との正式契約を皮切りに、1963年（昭和38年）にはオーストリアでウィーン国立歌劇場に次ぐ格式を誇っていたグラーツ歌劇場、1968年（昭和43年）には西ドイツのケルン市立歌劇場と、いずれも第1バスとして専属契約。身長175センチ、外国人に比べれば決して大柄ではなかったが、声、容姿、演技の三拍子そろった歌手として、本場のオペラファンをも魅了した。1966年（昭和41年）にはアルゼンチン・ブエノスアイレスのテアトロ・コロンでのワーグナー『さまよえるオランダ人』に出演。本場の第一線で活躍し、国際的スケールの大きい芸域の持ち主として認められ、不動の地位を築いた。
大橋は先駆者として、後輩歌手たちのヨーロッパ進出も助けている。1972年（昭和47年）に日本人で初めてバイロイト祝祭劇場と契約し舞台に立った河原洋子も大橋がバックアップした一人だという。
ヨーロッパで活動しながらたびたび一時帰国し、日本においてはバス、バリトンを代表する歌手として数多くのコンサートに出演した。オペラにおいてはドン・ジョヴァンニ、フィガロ、ザラストロ、エスカミリオなどの役を得意とし、二期会や藤原歌劇団などの看板歌手として1950年代後半 - 1970年代前半の日本のオペラ界を牽引し数々の大舞台で主演した（出演した公演と配役は別掲）。とくにワーグナー歌劇の日本初演で大きな役割を果たすなど、大戦後、日本の生んだ名歌手だった。また、新芸術家協会に所属した、ただ一人の日本人声楽家であった。
コンサートにおいても宗教曲や『第九』など、第一線のオーケストラ、指揮者、声楽家と数多く共演している。
ソプラノ歌手の田中千恵子（大阪芸術大学 芸術学部 演奏学科 教授）が大橋に師事している。
しかしながら、結腸がんを発病し、1971年（昭和46年）に手術を受け、いったんは回復しヨーロッパに戻ったものの、1973年（昭和48年）11月に再発。結腸がんが肝臓に転移し、すでに手の施しようのない状態だった。大橋は母一人子一人で育ち、母親はすでに79歳であったため、病名は夫人の京子とその両親、兄弟だけに伝えられ、本人と母親には最後まで伏せられた。オペラ出演の最後は同年11月のモーツァルト『魔笛』。12月はベートーヴェン『第九』のシーズンで、痛み止めを渡されながら大阪、和歌山、京都などを歌って歩いた。1974年（昭和49年）1月のNHKニューイヤーオペラコンサートが最後の舞台となった。同年3月21日に、自宅において、惜しまれつつわずか42歳で死去した。

## エピソード
- 夫人の京子によると、留学を終えたらすぐに帰国するつもりであったが、ザルツブルク州立歌劇場でモーツアルト『フィガロの結婚』バルトロの欠員補充のためのオーディションがあり、50人ほどの応募者の中から採用された。歌は問題なかったが、劇場側は日本人がオペラの舞台に立って果たして公演が成立するだろうかと、1度公演に出して舞台姿をテストされた。それからOKが出て正式契約になったという[1][2]。
- 1966年のテアトロ・コロンでのワーグナー『さまよえるオランダ人』の相手役はビルギット・ニルソンの予定だったが、急病でキャンセルされ、共演は幻に終わった[1][2]。
- 夫人の京子によると、大橋は感受性が強く、よく笑い、よく泣き、シンフォニーを聴いてもこみあげるものがあって、涙を流して聴いたという[8]。
- 指揮者のユーリ・シモノフによると、1973年（昭和48年）にボリショイ・バレエとともに来日した時、新芸術家協会の創立者である西岡芳和に誘われ、東京文化会館での二期会『さまよえるオランダ人』に行き、レベルが高くとても驚いた。特に、ダーラント役の大橋が素晴らしく、西岡は「これが私たちのオペラだ」と誇らしげに話していたという[1][2]。
- バリトン歌手の小森輝彦によると、大橋の死に際しては日本の音楽界やオペラファンのみならず、ケルン市民も、あまりにも早すぎる死を悼んだという[9]。

## 受賞歴
- 1956年 毎日音楽賞 リヒャルト・シュトラウス『ばらの騎士』（日本初演）オックス男爵による[1][2]
- 1956年 芸術祭奨励賞 同上[1][2]
- 1968年 第9回毎日芸術賞 二期会によるワーグナー楽劇『パルジファル』公演[10]
- 1968年 第18回芸術選奨文部科学大臣賞（音楽部門）ビゼー『カルメン』など[10]

## オペラ出演歴（日本国内）
- 1954年12月 二期会 俳優座劇場 ジャン・カルロ・メノッティ『アマールと夜の訪問者』バルタザール[3]
- 1955年2月 二期會 日比谷公会堂 ビゼー『カルメン』モラレス[11]
- 1955年3月 藤原歌劇団 日比谷公会堂 ヴェルディ『椿姫』男爵[12]
- 1955年5月 藤原歌劇団 日比谷公会堂 チャイコフスキー『エフゲニ・オネーギン』グレミン公[13]
- 1955年6月 二期会 産経ホール モーツァルト『魔笛』二人の僧侶2[14]
- 1955年7月 藤原歌劇団 日比谷公会堂 ジャン・カルロ・メノッティ『領事』（日本初演）秘密警察官[15]
- 1955年11月 武智鉄二 産経ホール 芝祐久『マンドリンを弾く男』影の男[16]
- 1955年12月 山口和子渡欧記念特別公演 日比谷公会堂 ヴェルディ『トロヴァトーレ』フエルランド[17]
- 1956年1月 音協第7回定期公演 日比谷公会堂 ビゼー『カルメン』エスカミーロ[18]
- 1956年3月 二期会 産経ホール モーツァルト『フィガロの結婚』伯爵[19]
- 1956年4月 - 6月 二期会 産経ホール・日比谷公会堂 モーツァルト『フィガロの結婚』伯爵[20]
- 1956年5月 藤原歌劇団 宝塚大劇場 ジャン・カルロ・メノッティ『領事』秘密警察[21]
- 1956年7月 - 8月 二期会 産経ホール ブリテン『ピーター・グライムス』（日本初演）スワロー[22]
- 1956年10月 第1次イタリア歌劇団1956年 産経ホール プッチーニ『トスカ』シャローネ[23]
- 1956年10月 - 11月 文部省芸術祭執行委員会・東京都教育委員会・（財）都民劇場 日比谷公会堂・産経ホール リヒャルト・シュトラウス『薔薇の騎士』（日本初演）オクス男爵[24]
- 1956年11月 - 12月 横浜労音例会 二期会 神奈川県立音楽堂 モーツァルト『フィガロの結婚』伯爵[25]
- 1956年11月 - 12月 大阪労音CM12月例会 二期会 宝塚大劇場・毎日会館 ビゼー『カルメン』エスカミリオ[26]
- 1957年1月 二期会 日比谷公会堂 ビゼー『カルメン』エスカミリオ[27]
- 1957年6月 二期会 日比谷公会堂 モーツァルト『ドン・ジョヴァンニ』タイトル・ロール[28]
- 1957年7月 二期会 産経ホール モーツァルト『ドン・ジョヴァンニ』タイトル・ロール[28]
- 1957年12月 二期会 日比谷公会堂 プッチーニ『お蝶夫人』ボンゾー[29]
- 1957年12月 - 1958年1月 東京労音12・1月例会 二期会 日比谷公会堂・産経ホール プッチーニ『お蝶夫人』僧侶[30]
- 1958年1月 二期会 共立講堂 プッチーニ『お蝶夫人』ボンゾー[29]
- 1958年5月 1958年度大阪国際芸術祭 フェスティバルホール 團伊玖磨『ききみみ頭巾』甚五兵衛[31]
- 1958年10月 二期会 共立講堂 モーツァルト『魔笛』ザラストロ[32]
- 1958年10月 - 11月 二期会 日比谷公会堂 ロッシーニ『セヴィラの理髪師』バジリオ[33]
- 1958年11月 二期会 共立講堂 ロッシーニ『セヴィラの理髪師』バジリオ[33]
- 1958年11月 - 12月 京都市交響楽団・二期会 弥栄会館・神戸国際会館・大阪毎日ホール モーツァルト『フィガロの結婚』フィガロ[34]
- 1958年12月 二期会 九段会館ホール モーツァルト『フィガロの結婚』フィガロ[35]
- 1964年7月 毎日新聞社・東京文化会館・都民劇場 東京文化会館 モーツァルト『フィガロの結婚』フィガロ[36]
- 1965年7月 藤原歌劇団 東京文化会館 モーツァルト『ドン・ジョヴァンニ』タイトル・ロール[37]
- 1966年7月 二期会 東京文化会館 ワーグナー『タンホイザー』（原語日本初演）ヘルマン[38]
- 1967年1月 二期会・読売日響・日生劇場提携 日生劇場 モーツァルト『フィガロの結婚』フィガロ[39]
- 1967年7月 二期会 東京文化会館 ワーグナー『パルジファル：聖祓劇』（日本初演）ティートゥレル[40]
- 1967年8月 藤原歌劇団 東京文化会館 ビゼー『カルメン』エスカミリオ[41]
- 1968年1月 - 2月 二期会 東京文化会館 モーツァルト『ドン・ジョヴァンニ』タイトル・ロール[42]
- 1969年1月 - 2月 二期会 東京文化会館 ワーグナー『ラインの黄金』（日本初演）ウォータン[43]
- 1969年11月 - 12月 二期会 東京文化会館 モーツァルト『魔笛』ザラストロ[44]
- 1970年4月 二期会 フェスティバルホール ワーグナー『ラインの黄金』ウォータン[45]
- 1970年11月 東京・大阪・神戸・名古屋労音共同制作 文京公会堂・東京厚生年金会館・神戸国際会館・フェスティバルホール・名古屋市公会堂  ベートーヴェン『フィデリオ』ロッコ[46][47]
- 1972年7月 読売日本交響楽団第84回定期演奏会 東京文化会館 バルトーク『青ひげ公の城』青ひげ公[48]
- 1972年9月 二期会 東京文化会館 モーツァルト『フィガロの結婚』フィガロ[49]
- 1972年10月 東京・大阪・名古屋・神戸・金沢・京都 労音共同企画制作 文京公会堂・神戸国際会館・フェスティバルホール・名古屋市民会館大ホール・金沢市観光会館 ビゼー『カルメン』エスカミリオ[50]
- 1972年11月 藤原歌劇団 東京文化会館 ドニゼッティ『ランメルモールのルチア』ライモンド[51]
- 1972年11月 - 12月 二期会 東京文化会館 ワーグナー『ワルキューレ』フンディング[52]
- 1973年7月 二期会 東京文化会館 ワーグナー『さまよえるオランダ人』ダーラント[53]
- 1973年11月 二期会 東京文化会館 モーツァルト『魔法の笛』ザラストロ[54]

## コンサート出演歴
現認できるもののみを記した。
- 1954年 日比谷公会堂 神奈川県立音楽堂 ヘンデル『メサイア』（指揮：山田和男 ソプラノ：牧三都子 アルト：水野和子 テノール：石井昭彦 バス：大橋国一）※藝大在学中[55]
- 1956年 12月 日比谷公会堂 NHK交響楽団第380回定期公演 ジョセフ・ローゼンストック指揮 ベルリオーズ『キリストの幼時』出演（独唱：小野邦代 五十嵐喜芳 大橋国一 築地利三郎 友竹正則 合唱：国立音楽大学）[56]
- 1967年 東京文化会館 モンテヴェルディ『聖母のための夕べの祈り』（指揮：ロヴロ・フォン・マタチッチ NHK交響楽団 ソプラノ：片野坂栄子 中村邦子 アルト：戸田敏子 テノール：藤沼明彦 中村健 バリトン：大橋国一 バス：高橋修一 合唱：東京混声合唱団 二期会 日本合唱協会 東京少年少女合唱隊）[57]
- 1967年 東京文化会館 バッハ『クリスマス・オラトリオ BWV248』（指揮：ロヴロ・フォン・マタチッチ NHK交響楽団 ソプラノ：伊藤京子 アルト：長野羊奈子 テノール：藤沼明彦 バリトン：大橋国一 合唱：東京混声合唱団 二期会 日本合唱協会 合唱指揮：小林道夫）[57]
- 1970年（昭和45年）東京文化会館でのベートーヴェン『荘厳ミサ曲』（指揮：ヴォルフガング・サヴァリッシュ NHK交響楽団 ソプラノ：蒲生能扶子 アルト：長野羊奈子 テノール：丹羽勝海 バリトン：大橋国一 合唱：東京混声合唱団 東京放送合唱団 二期会合唱団 日本合唱協会 藤原歌劇団合唱部）[57] など

### ベートーヴェン『第九』
- 1955年（昭和30年）小船幸次郎指揮 横浜交響楽団（神奈川県立音楽堂 ソプラノ：神須美子 アルト：進藤梅子 テノール：石山卓 バリトン：大橋国一 合唱：木曜会）[58]
- 1966年 ロヴロ・フォン・マタチッチ指揮 NHK交響楽団（東京厚生年金会館 ソプラノ：伊藤京子 アルト：荒道子 テノール：森敏孝 バリトン：大橋国一 合唱：東京混声合唱団 二期会 日唱アカデミー 藤原歌劇団合唱部 東京放送合唱団 合唱指揮：木下保）[57]
- 1967年 ロヴロ・フォン・マタチッチ指揮 NHK交響楽団（東京文化会館 ソプラノ：伊藤京子 アルト：木村宏子 テノール：五十嵐喜芳 バリトン：大橋国一 合唱：東京混声合唱団 二期会合唱団 日本合唱協会 藤原歌劇団合唱部 東京放送合唱団 合唱指揮：木下保）[57]
- 1968年 外山雄三指揮 京都市交響楽団および朝比奈隆指揮 大阪フィルハーモニー交響楽団（京都会館およびフェスティバルホール ソプラノ：瀬野光子 アルト：石光幸子 テノール：丹羽勝海 バス：大橋国一 合唱：大阪労音フロイデ合唱団 合唱指揮：桜井武雄）[59]
- 1968年 福村芳一指揮 名古屋フィルハーモニー交響楽団特別演奏会（名古屋市公会堂 ソプラノ：常森寿子 アルト：石光幸子 テノール：金谷良三 バリトン：大橋国一 合唱：グリーンエコー）[46]
- 1968年 岩城宏之指揮 NHK交響楽団（東京文化会館 ソプラノ：蒲生能扶子 アルト：荒道子 テノール：五十嵐喜芳 バリトン：大橋国一 合唱：東京混声合唱団 二期会 日本合唱協会 藤原歌劇団合唱部）[57]
- 1969年 岩城宏之指揮 NHK交響楽団（東京文化会館 ソプラノ：中沢桂 アルト：長野羊奈子 テノール：丹羽勝海 バリトン：大橋国一 合唱：東京混声合唱団 二期会 日本合唱協会 藤原歌劇団合唱部）[57]
- 1970年 ヴォルフガング・サヴァリッシュ指揮 NHK交響楽団（東京文化会館 ソプラノ：中澤桂 アルト：伊原直子 テノール：丹羽勝海 バリトン：大橋国一 合唱：東京混声合唱団 東京放送合唱団 二期会合唱団 日本合唱協会 藤原歌劇団合唱部）[60] など

## 放送出演歴
短い生涯に加え、主にヨーロッパで活動していたもかかわらず、NHKだけでも出演歴は約90回にのぼる。2015年（平成27年）にはNHK-FM『クラシックの迷宮』において「昭和の名歌手大橋国一」と題した特集番組が放送されるなど、いまだ重要な存在として取り上げられている。

## ディスコグラフィー
- LP 不滅の名歌手／大橋国一の全て (1) ビクター音楽産業
- LP 不滅の名歌手／大橋国一の全て (2) ビクター音楽産業
- LP 不滅の名歌手／大橋国一の全て (3) ビクター音楽産業
- LP 伊藤京子/立川澄人/大橋国一 『アレルヤ－二人の擲弾兵』
- CD モーツァルト『レクイエム』指揮：若杉弘 読売日本交響楽団 モーツァルト祭混声合唱団  聖アントニオ神学院聖歌隊 ソプラノ：加藤綾子 アルト：木村宏子 テノール：金谷良三 バス：大橋国一 オルガン：坪川裕子 1965年12月4日 モーツァルト没後175年 東京カテドラル聖マリア大聖堂における追悼ミサの完全実況録音 2000年1月28日 キングレコード
- CD ベートーヴェン交響曲第9番 指揮：ヨーゼフ・カイルベルト NHK交響楽団 ソプラノ：伊藤京子 アルト：栗本尊子 テノール：森敏孝 バス：大橋国一 東京放送合唱団 国立音楽大学合唱団 2001年10月30日 キングレコード（1965年12月25日 東京文化会館での演奏会録音）
- CD ベートーヴェン交響曲第9番 指揮：ロヴロ・フォン・マタチッチ NHK交響楽団 ソプラノ：伊藤京子 アルト：荒道子 テノール：森敏孝 バス：大橋国一 東京混声合唱団 二期会合唱団 日本合唱協会 藤原歌劇団合唱部 2008年12月10日 キングレコード
- CD5枚組 ベートーヴェン交響曲全集 指揮：岩城宏之 NHK交響楽団 ソプラノ：常森寿子 アルト：荒道子 テノール：金谷良三 バス：大橋国一  コロムビア・アカデミー合唱団 2006年8月30日 日本コロムビア
- CD7枚組 NHK交響楽団ベートーヴェン生誕200年記念ツィクルス1970 指揮：ヴォルフガング・サヴァリッシュ『荘厳ミサ曲』（ソプラノ：蒲生能扶子 アルト：長野羊奈子 テノール：丹羽勝海 バリトン：大橋国一 合唱：東京混声合唱団 東京放送合唱団 二期会合唱団 日本合唱協会 藤原歌劇団合唱部）、『第九』（ソプラノ：中澤桂 アルト：伊原直子 テノール：丹羽勝海 バリトン：大橋国一 合唱：東京混声合唱団 東京放送合唱団 二期会合唱団 日本合唱協会 藤原歌劇団合唱部）[64]
- CD2枚組 新日鉄コンサートの歴史 オムニバス 指揮：森正 大橋国一 大橋京子 2004年11月26日 ポニーキャニオン
- 二期会50周年記念CD オムニバス 2002年4月10日 ビクターエンタテインメント[65]
- CD6枚組 モーツァルト宗教曲集 『主日のためのヴェスペレ ハ長調 KV321』指揮：ギュンター・ヴァント ケルン放送交響楽団 同合唱団 ソプラノ：ブリギッテ・デューラー アルト：ユリア・ハマリ テノール：ヴェルナー・クレン バス：大橋国一 ※録音：1968年11月22日／ケルン WDR第1ホール[66]
- 8LP-BOX 決定盤 世界の愛唱歌 オムニバス ビクター・ファミリー・クラブ[67]

- CD4枚組 ベスト・オブ・ベスト 世界の愛唱歌 オムニバス 2007年9月21日 ビクターエンタテインメント

- CD6枚組 世界の愛唱歌ベストコレクション オムニバス 2003年6月21日 ビクターエンタテインメント

## 掲載記事
国立国会図書館デジタルコレクションによる。
- 音楽の友 14(8) 八月号 (音楽之友社 1956-08-01) オペラ新人の弁/大橋国一
- 音楽の友 15(1) 新年号 (音楽之友社 1957-01-01) 〈座談会〉青春音楽家 新春放談/大橋国一 池田弘子 金沢桂子 矢代秋雄 野呂信次郎
- 音楽の友 15(2) 二月号 (音楽之友社 1957-02-01) 大橋国一
- 音楽の友 15(8) 八月号 (音楽之友社 1957-08-01) 夏・六題/大橋国一
- 音楽の友 15(10) 十月号 (音楽之友社 1957-10-01) 狩人の合唱/大橋国一
- 音楽の友 16(1) 新年号 (音楽之友社 1958-01-01) 声楽家 大橋国一
- 音楽の友 16(5) 五月号 (音楽之友社 1958-05-01) 演出家・擁護の辯/大橋国一
- 教育音楽 13(8) (音楽之友社 1958-08) グラビヤ 今月のステージ (パルド・クルサード独奏会・大橋国一独唱会)
- 音楽の友 17(11) 10月号 (音楽之友社 1959-10-01) 大橋国一
- 音楽の友 19(7) 7月号 (音楽之友社 1961-07-01) ヨーロッパの日本人歌手/大橋国一
- フィルハーモニー 34(3) (NHK交響楽団 1962-03) 海外で活躍する大橋国一氏 / 海老沢敏
- 音楽芸術 20(7) (音楽之友社 1962-07) 大橋国一論--日本の声楽家とヨーロッパの間 / 木村重雄
- 音楽芸術 20(8) (音楽之友社 1962-08) 帰国談/大橋国一にきく / 高崎保男
- 芸術新潮 13(9)[(153)] (新潮社 1962-09) ぴ・い・ぷ・る / 石元泰博 津高和一 大橋国一 梅村聖子 若尾和呂 牧理恵 菅野浩和 関堂一 木内克 中村俊一 北川民次
- 音楽の友 20(9) 9月号 (音楽之友社 1962-09-01) この人にインタビュー 大橋国一/伊奈一男 七月の音楽会きき歩き 「トゥランガリラ」（小沢+N響）と大橋国一の独唱会/丹羽正明 中村洪介 菅野浩和 大木正興
- 音楽の友 21(9) (音楽之友社 1963-07) 大橋国一
- 音楽の友 21(10) (音楽之友社 1963-08) 特集 オペラのたのしみ / 宮沢縦一 属啓成 川崎静子 大橋国一 若杉弘 野村光一
- 音に挑戦する企業: パイオニア (成長企業シリーズ  2) / (実業之日本社 1963) 音楽の本場から 大橋国一
- 音楽の友 22(5) (音楽之友社 1964-05) ウィーン市立歌劇場客演こぼればなし / 大橋国一
- 音楽の友 22(7) (音楽之友社 1964-07) 口絵 大橋国一
- 音楽の友 22(10) (音楽之友社 1964-09) 座談会 音楽家にとって日本はあるか / 大橋国一 遠山一行 三善晃 若杉弘 大塚明 7月の音楽会きき歩き 人気さらった「フィガロの結婚」--大きく成長した大橋国一ら / 丹羽正明 中村洪介 菅野浩和
- 世界の旅 第3 (ドイツ・スイス) (小学館 1964) 音楽の都ウィーン 大橋国一
- 音楽の友 23(1) (音楽之友社 1965-01) 新春特集 現代日本の音楽家五十人―人と音楽― 大橋国一 / 伊奈一男
- 音楽の友 23(9) (音楽之友社 1965-09) 特集1 秋のシーズンをかざるスラブ・オペラのすべて 民族の素朴さと力強さ--スラブ・オペラになにを期待するか / 岩城宏之 大橋国一 砂原美智子 高崎保男 大木正興
- 朝日ジャーナル 7(40)(343) (朝日新聞社 1965-09) 鑑賞席 ボリス･ゴドノフ / 大橋国一
- 音楽の友 23(12) (音楽之友社 1965-12) 南米オペラ珍道中「坐礁したオランダ船」といわれた公演 / 大橋国一
- フィルハーモニー 37(11) (NHK交響楽団 1965-12) 対談 大橋国一さんにきく / 越路達夫
- 音楽の友 24(1) (音楽之友社 1966-01) 口絵・グラビア--大橋国一/岩城宏之/小沢征爾・京子夫人/田中希代子/室井摩耶子/長野羊奈子/橋本英二--N響室内楽団/「オテロ」/「山城国一揆」/バッハ・チクルス/スターン/プラハ弦楽四重奏団/オーベルンキルヘン少女合唱団/団伊玖磨氏とキツネ/安田謙一郎/オーディオ・ファン探訪 新春放談 わが音楽学生時代 / 山田和男 伊藤京子 大橋国一 三宅榛名 志鳥栄八郎
- レコード芸術 15(1)(174) (音楽之友社 1966-01) 「ホッター・リード・リサイタル」 / 大橋国一
- 音楽の友 24(7) (音楽之友社 1966-07) カラー口絵・口絵・グラビア ヴァン・クライバン・ボリショイ・バレエ くるみ割り人形 ベルリン・ドイツ・オペラ クライバンの異常なまでの人気 J・スーク エリントン楽団 パーシー・フェイス楽団 ちょっと拝見 人 オーディオ・ファン探訪 / 宮原卓也 下野昇 大橋国一 毛利純子 小岩井幸 加藤綾子 平野忠彦 平岡昇 五十嵐喜芳 栗林義信 砂原美智子
- 音楽芸術 24(9) (音楽之友社 1966-09) オペラの演技と演出 / 大橋国一
- レコード芸術 15(10)(183) (音楽之友社 1966-09) 特集 モーツァルト・オペラの徹底的研究 座談会 モーツァルト・オペラの楽しさ難しさ / 大橋国一 福原信夫 高崎保男
- 音楽の友 24(10) (音楽之友社 1966-10) 特集 ベルリン・ドイツ・オペラのべて ベルリン・ドイツ・オペラの特質 / 大橋国一 遠山一行 内垣啓一 レコード・ライブラリー わたしのきいた今月の新譜 / 井内澄子 菅野浩和 宇野浩二 中沢桂 浜田徳昭 大橋国一 佐々木行綱 金子登 伊藤京子 黒沼俊夫 山田和男 クロイツァー豊子
- 音楽の友 25(2) (音楽之友社 1967-02) 特別座談会 東京でコンニチワ (1) 東は東、西は西 / 岩城宏之 大橋国一 伊奈一男
- レコード芸術 16(4)(191) (音楽之友社 1967-04) グラビア 大橋国一録音中です / 黒田恭一
- 音楽の友 26(3) (音楽之友社 1968-03) 国際的音楽家にもこんな悩みが / 大橋国一 豊田耕児 中河原理
- 音楽芸術 26(3) (音楽之友社 1968-03) 大橋国一･ワーグナーの夕べ / 岩井宏之
- レコード芸術 17(3)(204) (音楽之友社 1968-03) グラビア ディクソン / 大橋国一 / セラム / フックス / ハラシェヴィッチ / 江藤俊哉 / 豊田耕児 / ドン・ジョヴァンニ / 白鳥の湖 / ロリンズ / ジルベルト
- 音楽芸術 26(10) (音楽之友社 1968-09) 大橋国一さんに聞く--チューリヒにて (海外インタビュー) / 大橋国一 乃村和子
- 音楽の友 26(11) (音楽之友社 1968-10) グラビア 活躍する演奏家たち / 立川澄人 大橋国一 伊藤京子 若杉弘 岩城宏之 安川加寿子 深沢亮子 園田高弘 中村紘子 潮田益子 前橋汀子 巌本真理 声楽 現代日本の声楽家102人 大谷冽子・大橋国一・岡部多喜子 / 岩井宏之 菅野浩和 辻井英世 中河原理 福原信夫 横溝亮一
- 音楽の友 27(1) (音楽之友社 1969-01) 口絵 国際舞台で活躍する日本の音楽家たち 大橋国一
- 音楽の友 27(2) (音楽之友社 1969-02) カラー口絵 ちょっと拝見・大橋国一氏のボーリング姿
- 音楽の友 27(3) (音楽之友社 1969-03) ●特集(1)音楽スターへの条件 現代日本楽壇のスターを分析する 大橋国一--強烈な“声”への自信 / 伊奈一男
- フィルハーモニー 41(11) (NHK交響楽団 1969-12) 〈紹介〉｢第9｣に出演する4人のソリスト / 中沢桂 長野羊奈子 丹羽勝海 大橋国一
- 太陽 8(2)(80) (平凡社 1970-02) 音楽界の主役たち 大橋国一 (バス歌手) / 横溝亮一
- フィルハーモニー 42(5) (NHK交響楽団 1970-05) ｢第9｣｢荘厳ミサ曲｣に出演する / 大橋国一 編集部
- 音楽の友 29(3) (音楽之友社 1971-03) 特集・日本の演奏家、大いに語る 日本とヨーロッパ・オペラ界の落差 / 大橋国一 宮沢縦一
- 音楽の友 30(1) (音楽之友社 1972-01) 口絵 現代日本の音楽家たち<安川加寿子・小林道夫・野島稔・高橋悠治・高橋アキ・山下勉・安倍圭子・岩城宏之・小沢征爾・岩崎洸・江藤俊哉・豊田耕児・前橋汀子・潮田益子・堤剛・大橋国一・木村俊光・片野坂栄子・東敦子・荒道子・林康子・小出信也・中川良平>
- 音楽の友 30(7) (音楽之友社 1972-07) カラー口絵 大橋国一、元気に再出発
- 音楽の友 32(1) (音楽之友社 1974-01) 異色対談 横溝正史 大橋国一 推理小説とオペラの関係
- 音楽の友 32(3) (音楽之友社 1974-03) RECORD LIBRARY 新譜ずいそう / 串田孫一 市田儀一郎 大橋国一
- 音楽の友 32(5) (音楽之友社 1974-05) オペラ界のホープ、大橋国一逝く！ ＜カラー口絵＞ ありし日の大橋国一 オペラ界のホープ、大橋国一逝く！ 座談会 オハチはゲラだった！ 惜しまれるその早逝 / 伊藤京子 立川清登 栗林義信 宮沢縦一
- レコード芸術 23(5)(284) (音楽之友社 1974-05) 大橋国一を悼む / 栗山昌良
- 音楽の友 32(6) (音楽之友社 1974-06) あどりぶ亡き大橋国一とケルン / 宮沢縦一
- 音楽現代 4(6)(38) (芸術現代社 1974-06) 大橋国一の死 今月の話題 / 木村英二
- 音楽の友 38(5) (音楽之友社 1980-05) 特集 夭逝の天才音楽家－若くして逝った十三人の音楽家、その音楽性を探る 大橋国一--声、容姿、演技、三拍子揃った歌手 / 宮沢縦一
- 機関紙にみる広島労音: 発足から十年の歩み 電子書籍・電子雑誌 能登原由美 (広島市 2015-06) 掲載雑誌名:広島市公文書館紀要 (28) 7 大橋国一（バリトン）有馬徹とノーチェ・クバーナ（ラテンリズムの祭典） 8 国立音楽大学オーケストラペギー葉山・立川澄人 9 ヤーセック（ヴァイオリン）＆ハーラー（ピアノ）ミュージカル

## 関連論文
- 大橋国一論--日本の声楽家とヨーロッパの間 木村重雄[69]